# خطوط هاينان الجوية
شركة خطوط هاينان الجوية المحدودة (بالصينية: 海南航空控股股份公司) هي شركة طيران مقرها هايكو، هاينان، الصين، هي أكبر شركة طيران خاصة، وهي رابع أكبر شركة طيران من حيث الأسطول في الصين، وتقدم خدمات منتظمة لوجهات محلية ودولية .
خطوط هاينان الجوية تعد واحد من أصل تسع شركات طيران مصنفة بخمسة نجوم حسب سكايتراكس مع كل من خطوط كل اليابان الجوية، خطوط أسيانا الجوية، كاثي باسيفيك، الاتحاد للطيران، الخطوط الجوية القطرية والخطوط الجوية السنغافورية وغارودا إندونيسيا وإيفا للطيران.

## الوجهات
تقوم خطوط هاينان بتشغيل رحلات دولية منتظمة وتقدم رحلات طيران مستأجرة إلى 51 وجهة مختلفة في 28 دولة. اعتبارًا من يونيو 2014، بدأت هاينان برحلة طيران أربع مرات أسبوعياً من مطار بكين العاصمة الدولي إلى مطار لوجان الدولي، وكانت أول رحلة مباشرة بين بوسطن والصين. بدأت الرحلات الجوية من العاصمة بكين إلى شيكاغو أوهير في 3 سبتمبر 2013.

### اتفاقيات الرمز المشترك
لدى خطوط هاينان الجوية اتفاقية الرمز المشترك مع الشكرات التالية:
- خطوط إيجة الجوية[6]
- طيران صربيا
- خطوط آلاسكا الجوية
- أزول البرازيل
- خطوط العاصمة بكين الجوية
- الخطوط الجوية البلجيكية
- الخطوط الجوية التشيكية
- الاتحاد للطيران
- إيفا للطيران
- Grand China Air
- طيران جي إكس
- خطوط هونغ كونغ الجوية
- أيبيريا[7]
- كوريا للطيران
- خطوط إس سفن
- الخطوط الجوية سوبارنا
- خطوط تيانجين الجوية
- Uni Air
- ويست جت إيرلاينز  [لغات أخرى]‏
- خطوط فيرجن أستراليا الجوية[8]

## الأسطول

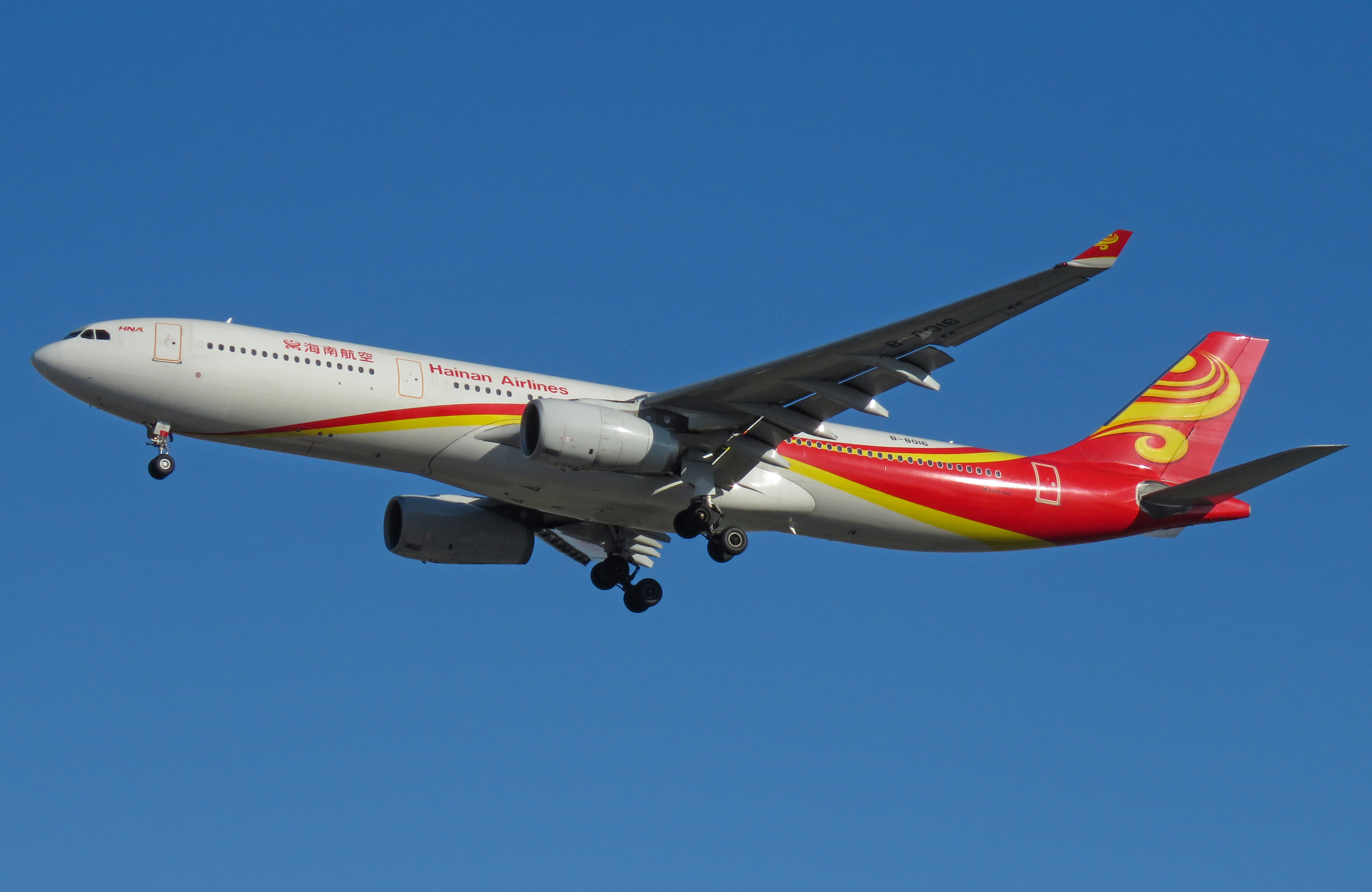
طائرة إيرباص إيه 330 تابعة للشركة

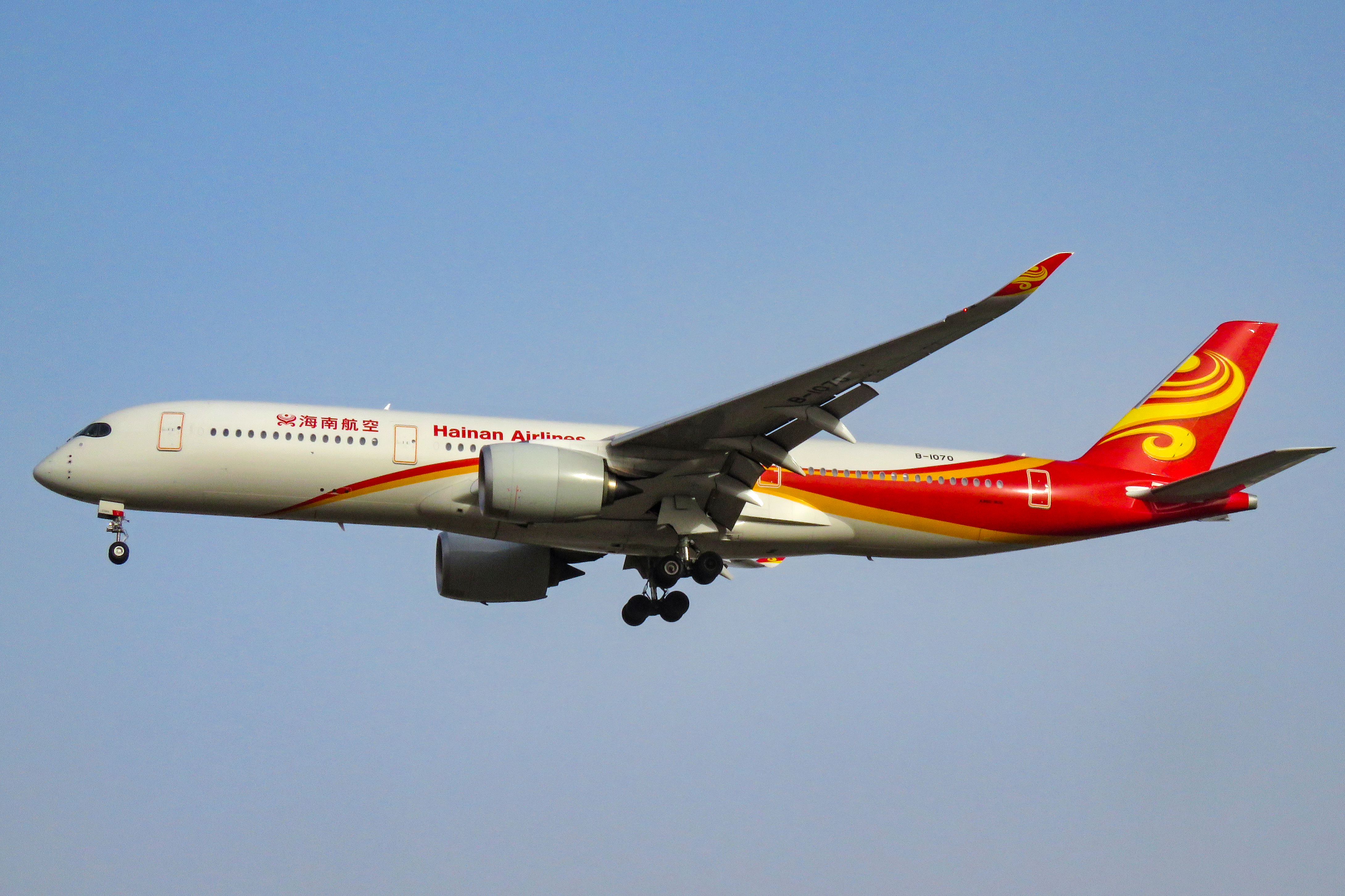
طائرة إيرباص إيه 350 تابعة للشركة

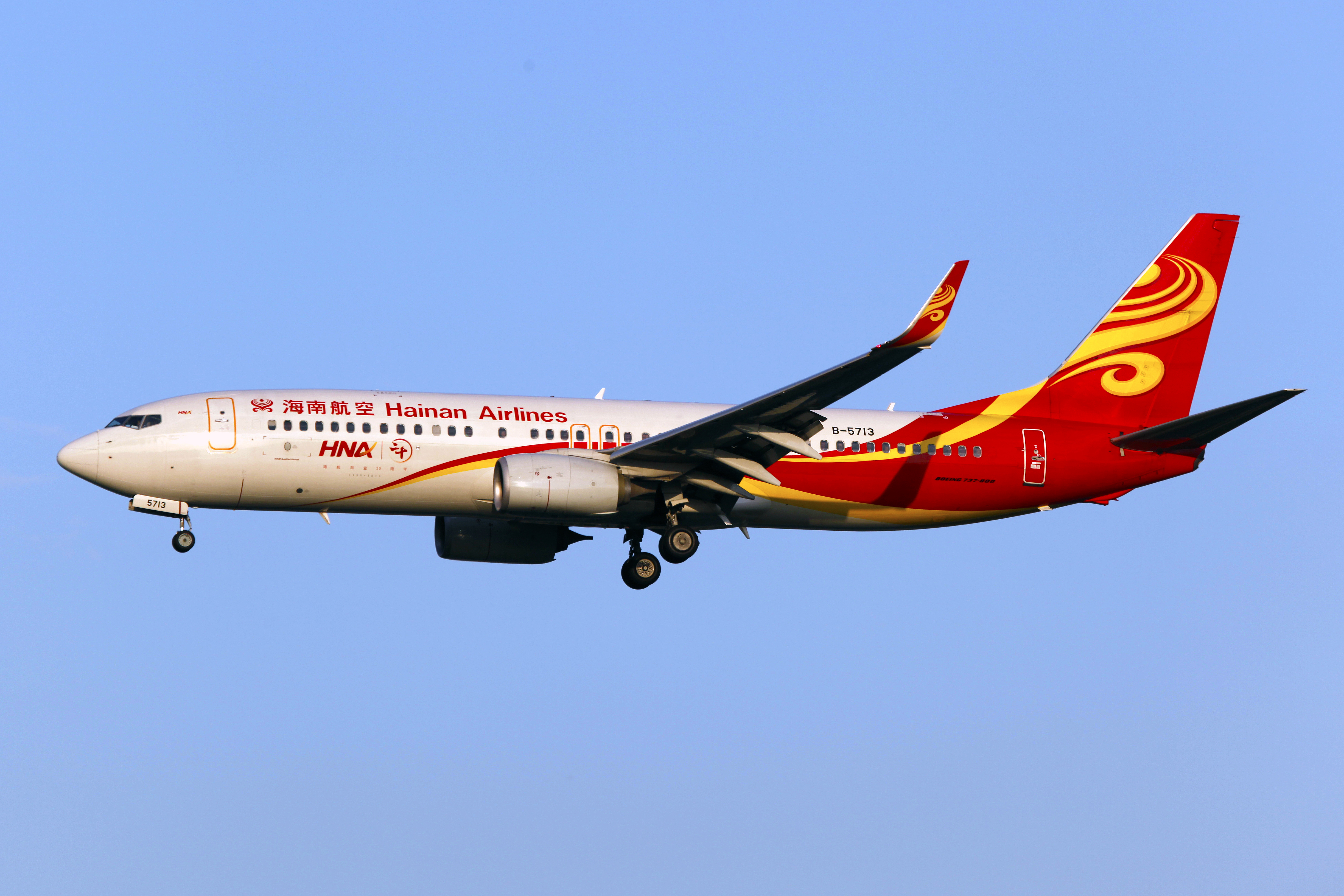
طائرة بوينغ 737 الجيل القادم تابعة للشركة

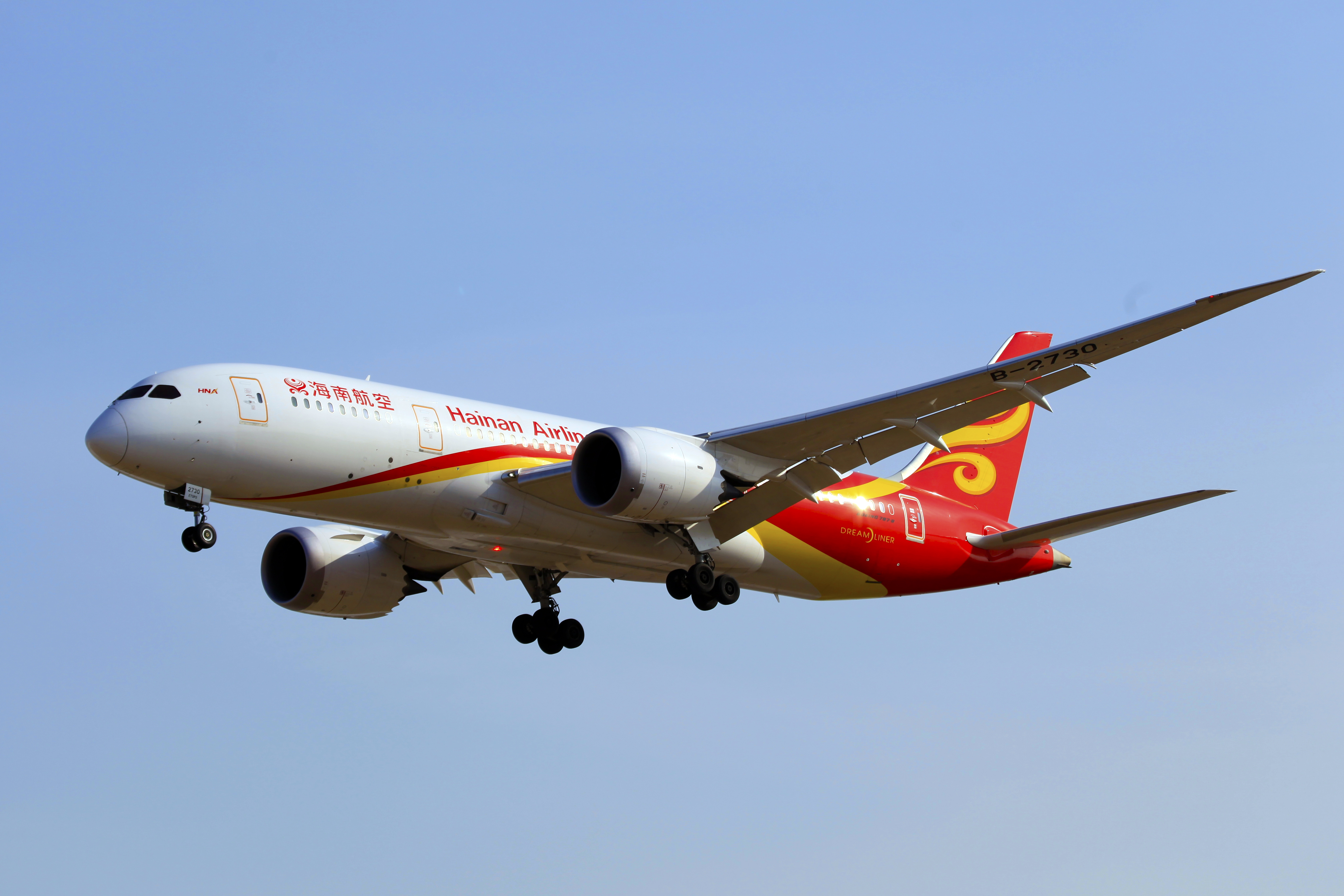
طائرة بوينغ 787 تابعة للشركة

اعتبارًا من ديسمبر 2022، لدى خطوط هاينان للطيران خطوط الطيرن التالية:
| الطائرة        | في الخدمة | مطلوبة | الركاب | الركاب       | الركاب   | الركاب  | ملاحظات |
| الطائرة        | في الخدمة | مطلوبة | الأولى | رجال الأعمال | السياحية | المجموع | ملاحظات |
| -------------- | --------- | ------ | ------ | ------------ | -------- | ------- | ------- |
| إيرباص إيه 330 | 9         | —      | 36     | —            | 186      | 222     |         |
| إيرباص إيه 330 | 24        | —      | 32     | —            | 260      | 292     |         |
| إيرباص إيه 330 | 24        | —      | 24     | —            | 279      | 303     |         |
| إيرباص إيه 350 | 2         | —      | 33     | —            | 301      | 334     | [ 9 ]   |
| Boeing 737-800 | 133       | —      | 8      | —            | 156      | 164     |         |
| بوينغ 737 ماكس | 11        | 39     | 8      | —            | 168      | 176     | [ 9 ]   |
| بوينغ 787      | 10        | —      | 36     | —            | 177      | 213     |         |
| بوينغ 787      | 28        |        | 30     | —            | 259      | 289     |         |
| بوينغ 787      | 28        | 30     | —      | 262          | 292      |         |         |
| بوينغ 787      | 28        | 26     | 21     | 247          | 294      |         |         |
| أسطول الشحن    |           |        |        |              |          |         |         |
| كوماك سي 919   | —         | 20     | شحن    | شحن          | شحن      | شحن     |         |
| المجموع        | 217       | 67     |        |              |          |         |         |